# Slaget vid San Juan och Chorrillos
Slaget vid San Juan och Chorrillos ägde rum den 13 januari 1881 i Peru under Stillahavskrigen. I slaget möttes den chilenska armén och den peruanska armén.
De nämnda slagen ägde rum efter varandra i Villa, slätterna vid San Juan och Santa Teresa, bergskullen Marcavilca, Morro Solar och Chorrillos. Efter åtta timmars strider på flera fronter stod den chilenska armén som segrare. Efter slaget brändes och plundrades Chorrillos och Barranco, och dagen efter kom man överens om vapenvila och förhandlingar ägde rum, under vilka båda arméerna förberedde sig för en möjlig konfrontation, som ägde rum i slaget vid Miraflores, varefter de chilenska trupperna gick in i Lima.